# Peter Colfs
Peter Colfs, né à Anvers en 1906 et mort en 1983, est un peintre néo-expressionniste belge.

## Biographie
Peter Colfs suit une formation à l'Académie royale des beaux-arts d'Anvers de 1923 à 1931. À partir de 1936, il y enseigne.

## Œuvre
Peter Colfs peint principalement des portraits, des natures mortes, des paysages urbains et des figures allégoriques. Il est aussi réputé pour ses peintures murales monumentales. Il réalise également des cartons de tapisserie. D'ailleurs son œuvre la plus célèbre est une tapisserie, Le Triomphe de la paix, offerte en 1954 à l'ONU par le gouvernement belge.

## Prix et récompenses
Peter Colfs reçoit le Prix Godecharle en 1931 et le prix de Rome en 1933.